# Лежбище

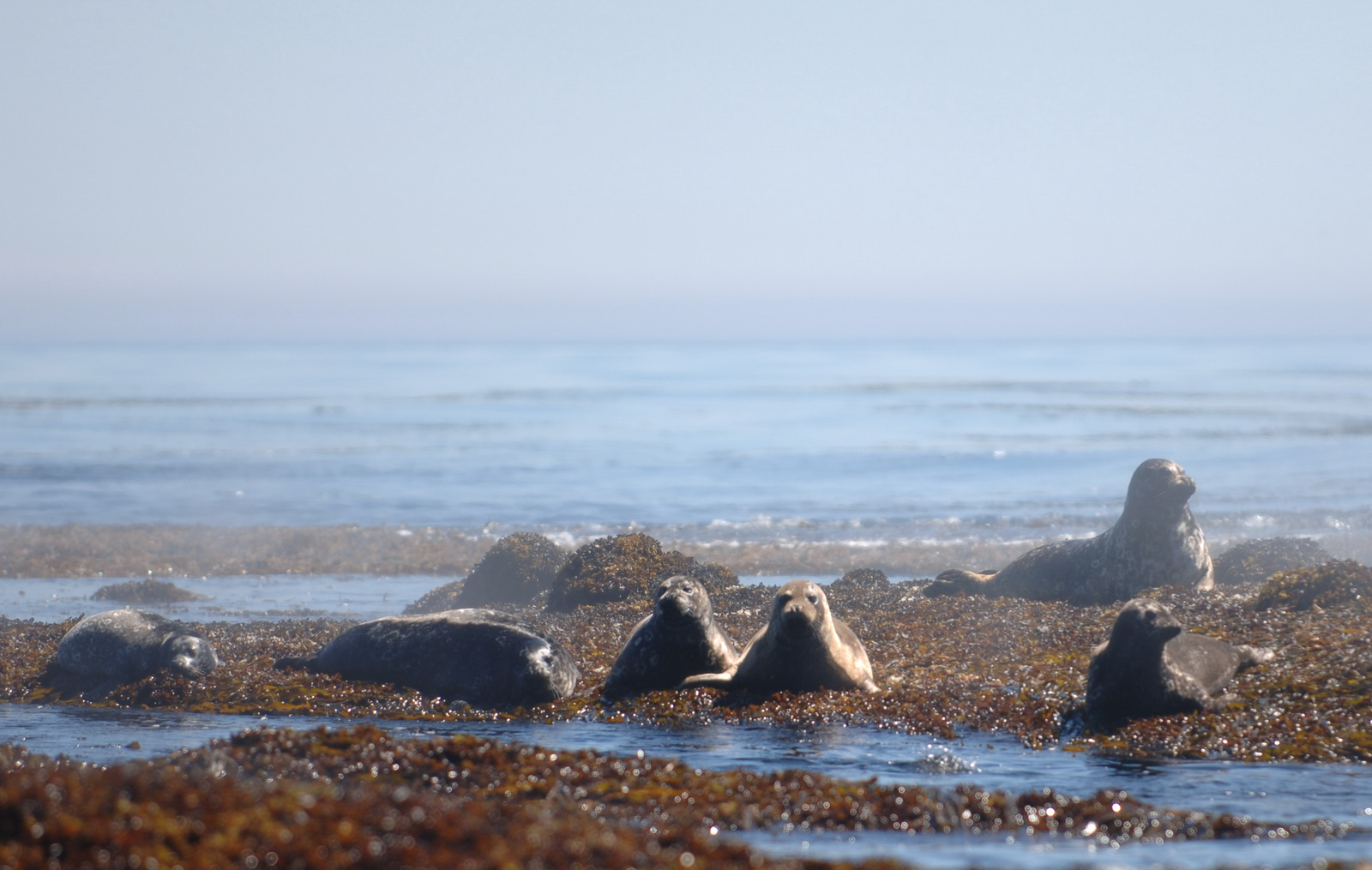
Временная залежка антуров на скалах Каменные Ловушки, Курильские острова

Ле́жбище — береговые пляжи, на которых формируются большие скопления животных. Как правило, этот термин применяется к описанию биологии морских млекопитающих. Например, береговые лежбища формируют ушастые тюлени — северный морской котик, сивуч и др.

## Типы лежбищ
Термин «лежбище» используется для описания мест выхода морских животных (в основном ластоногих) на сушу. Соответственно, выделяют репродуктивные лежбища (rookery), на которые животные выходят на время размножения, и холостяковые лежбища или залежки (haulout), которые животные используют для отдыха.
В свою очередь лежбища разделяют по типу субстрата и месту, на которых они формируются. Например, лежбища береговых форм обыкновенного тюленя на Курильских островах, формируются на короткое время на обнажающихся во время отлива камнях и кекурах. Лежбища сивучей на острове Медный образованы на галечном пляже, а лежбища северных морских слонов в Калифорнии формируются на песчаных пляжах. Ряд ластоногих (полосатый тюлень, ледовые формы обыкновенного тюленя, тюлень Уэдделла и др.) формируют залежки не на берегах островов, а на паковых льдах.

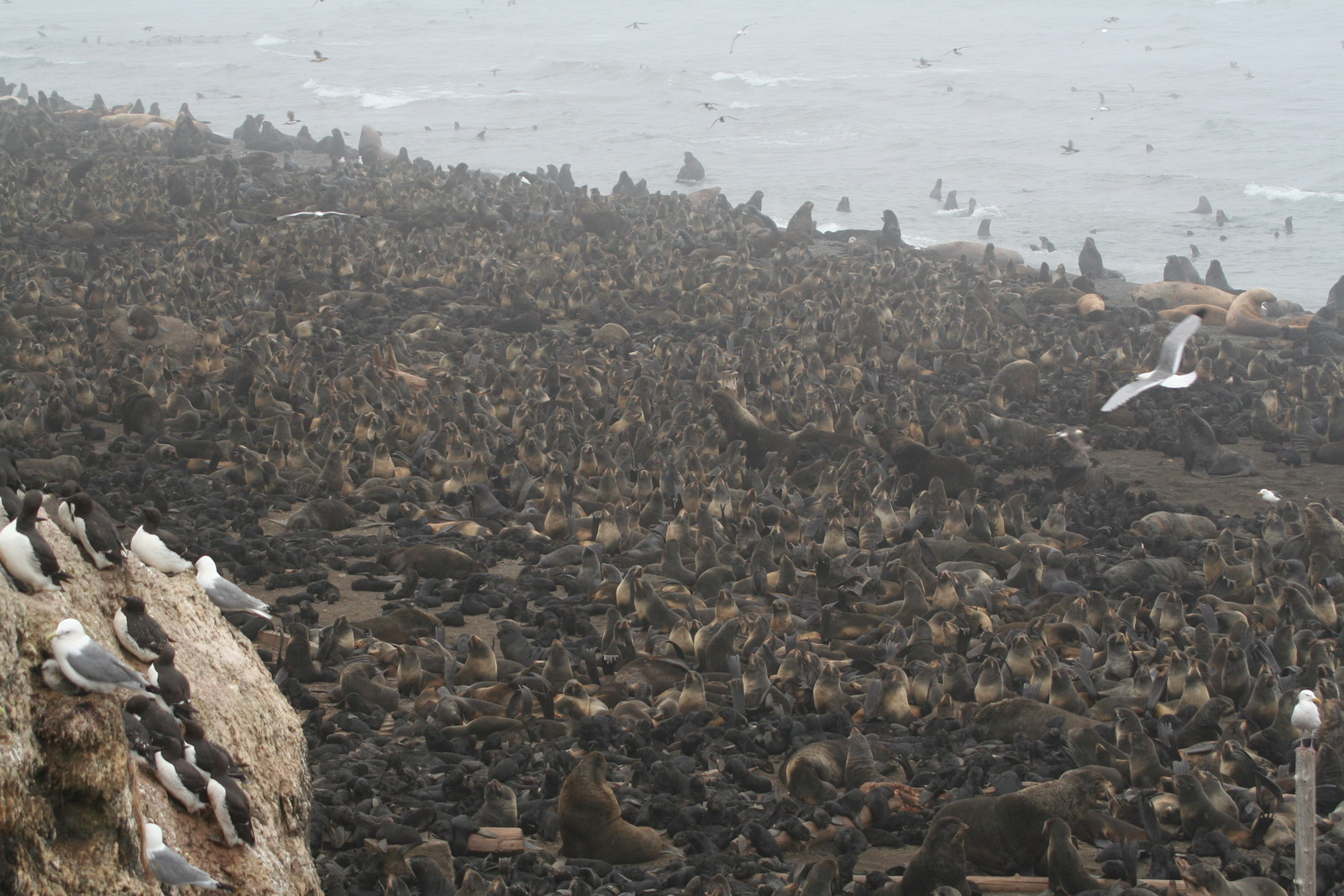
Лежбище северных морских котиков на острове Тюлений

## Значимость лежбищ для животных
Ластоногие, используют, как правило, традиционные лежбища для размножения и в некоторых случаях их число довольно ограниченно. Например, северный морской котик широко распространен в северной части Тихого океана, но формирует репродуктивные залежки только на нескольких островах. Размеры некоторых лежбищ по истине достигают колоссальных размеров — так на острове Тюлений в период размножения сейчас залегает около 55 000 котиков, а в середине XX века здесь насчитывали более 100 000 особей.
Лежбищный период ушастых тюленей ограничен, как правило, несколькими месяцами. За это время новорожденные щенки подрастают и крепчают и уже могут следовать за матерями в море. Во время репродуктивного периода эти животные тесно привязаны к суше и по этой причине очень уязвимы для хищников. Многие залежки формируются в труднодоступных местах — как то скалы, камни, плиты среди моря, но иногда случается, что хищники попадают на лежбище и могут полностью уничтожить новое поколение. Так, например, регулярно случается на лежбище сивучей, расположенном на кекуре мыса Козлова, восточное побережье Камчатки. Приблизительно раз в несколько лет, на этот кекур заплывают медведи и наносят существенный урон лежбищу.

## Использованные источники
1. ↑  Кузин А. Е., 1999. Северный морской котик. Москва.